# Billy Brooks (trompettist)
Julius E. (Billy) Brooks (Mobile, Alabama, 16 augustus 1926 - Amsterdam, 24 december 2002) was een Amerikaans jazztrompettist en -componist.

## Levensloop
Billy werd geboren in Mobile, Alabama, maar verhuisde al op jonge leeftijd met zijn moeder, Irene Bloxon, naar West End, New York, waar een familielid een pension had. Daar bracht hij zijn jeugd door. Zijn moeder stimuleerde hem om te gaan studeren. Zo ging hij naar de universiteit van Wilberforce (Ohio) waar hij een graad behaalde en vervolgens studeerde hij trompet aan de Juilliard School in New York. Aansluitend verhuisde hij terug naar Ohio: In Cincinnati richtte hij de 'Billy Brooks' Bebop Band' op. In die periode is zijn dochter Paulette geboren. Later zou hij nog 10 kinderen krijgen.
Na het overlijden van zijn moeder verhuisde hij naar Los Angeles, met als doel om carrière te gaan maken in de muziek.

## Muzikale carrière
Brooks werkte een jaar samen met Tina Turner, werkte mee aan een album van The Four Tops, speelde in de band van Ray Charles, met Dizzy Gillespie en toerde maar liefst achttien jaar met de band van Lionel Hampton.
In 1974 verscheen onder zijn eigen naam het album "Windows Of The Mind", geproduceerd door vriend en collega Ray Charles.
Billy woonde en werkte in een reeks van landen, waaronder Mexico, Canada, het Verenigd Koninkrijk, Denemarken, Zweden, Oostenrijk, Italië, Japan, Israël en Zuid-Afrika. Uiteindelijk vestigde hij zich midden jaren 80 in Amsterdam, waar hij tot aan zijn dood zou blijven wonen.
In 1986 formeerde hij zijn eerste Nederlandse band, “Billy Brooks and his Swinging Jazz Orchestra”, waarmee hij een aantal jaren optrad. Eind jaren 80 vormde hij met zijn kwartet de "Berg Brothers", het huisorkest in de talkshows van Gert Berg op RTL-tv. Op 73-jarige leeftijd richtte hij nog, samen met Amsterdamse vrienden, het "Rainbow Peace Orchestra" op, dat hij beschouwde als een soort leerorkest voor jonge musici.
Billy was erelid van de Beroepsvereniging van Improviserende Musici (BIM).
Hij overleed op 76-jarige leeftijd, vlak voor kerstmis, op 24 december 2002 in Amsterdam.
Begin 2003 werd er, te zijner nagedachtenis, een herdenkingsbijeenkomst gehouden in het Bimhuis in Amsterdam.

## Skoonumtrompet
Billy had een dubbelhoornige trompet ontworpen, die hij de 'Skoonum-trompet' noemde. Hij had er in 1965 een Nederlands en een Brits octrooi op, en vanaf 1970 ook in de VS, maar tot zijn frustratie heeft hij nooit een fabrikant geïnteresseerd gevonden om hem te gaan produceren.
- Bibliothèque nationale de France: cb14159375t (data)
- International Standard Name Identifier: 0000 0003 7190 4253
- MusicBrainz: 775c0cf9-5d7e-4889-9393-d21e3105fc4b
- Virtual International Authority File: 37125452